# Calymmochilus scaposus
Calymmochilus scaposus (лат.) — вид мелких паразитических наездников—эвпельмид (Eupelmidae) рода Calymmochilus.

## Распространение
Австралия, в том числе Тасмания.

## Описание
Длина около 3 мм (самки макроптерные). Усики самок состоят из 3-члениковой булавы и жгутика из 8 члеников. Тело темно-коричневое, с металлическим блеском. Ноги желтовато-коричневые.
Вид был впервые описан в 1988 году чешско-британским гименоптерологом Зденеком Боучеком (Zdenĕk Bouček, 1924—2011) под первоначальным названием Tasmanastatus scaposus Boucek, 1988, а в 1995 году его включили в род Calymmochilus.